# Johan Willem Meinard Schorer

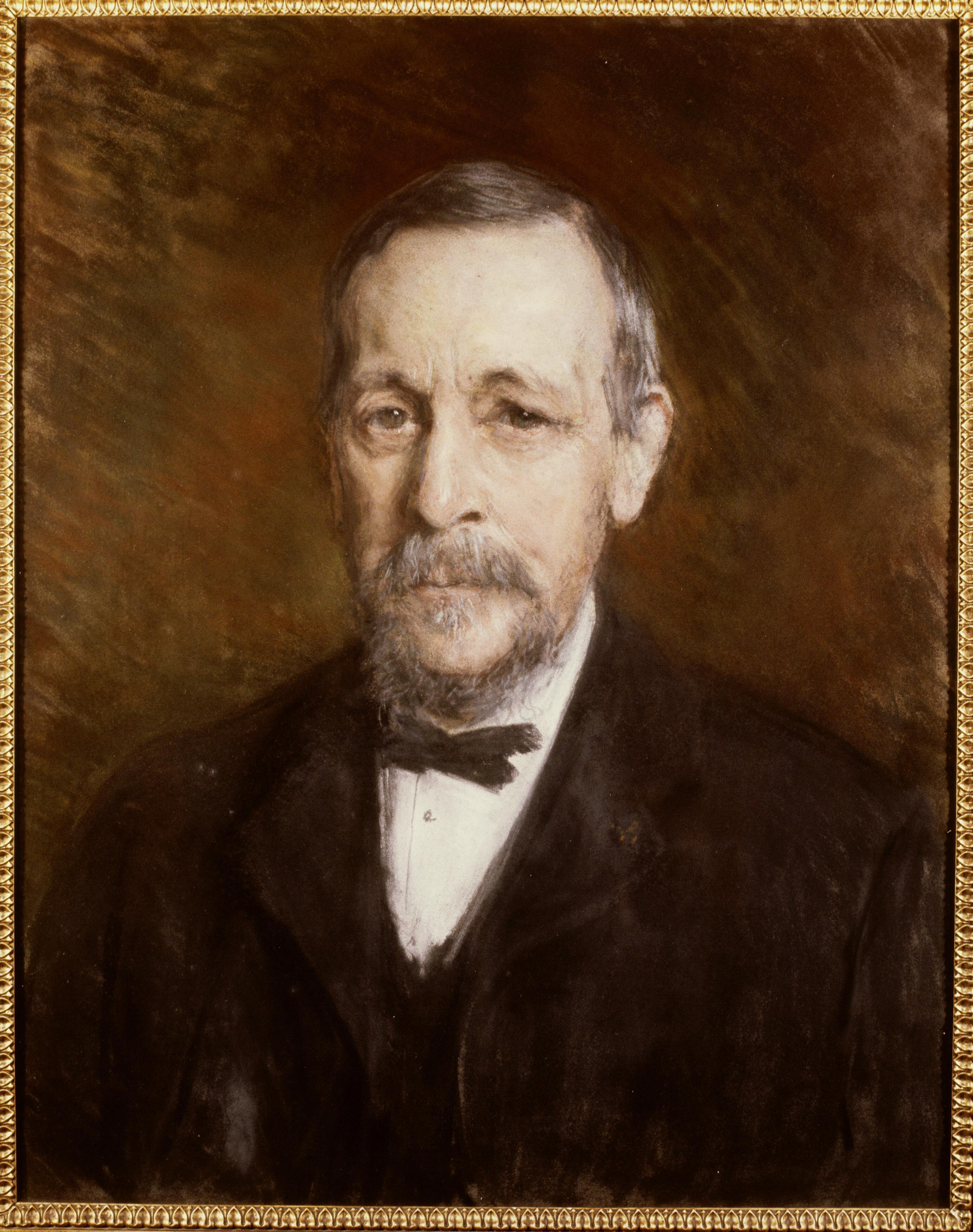
Jhr.mr. J.W.M. Schorer

Johan Willem Meinard Schorer (Middelburg, 8 maart 1834 - Den Haag, 1 oktober 1903) was een Nederlands politicus.
Schorer, lid van de familie Schorer, was een conservatieve burgemeester. Hij was een kundig administrateur. Als commissaris van de Koning(in) van Noord-Holland was hij een man van recht en orde.
In 1897 werd Schorer benoemd tot vicepresident van de Raad van State, wat hij tot zijn dood in 1903 bleef. In deze functie speelde hij een intermediaire rol bij de kennismaking van Wilhelmina met Hendrik van Mecklenburg-Schwerin.
- Biografisch Portaal: 41928066
- Digitale Bibliotheek voor de Nederlandse Letteren: scho112
- Gemeinsame Normdatei: 124066984
- International Standard Name Identifier: 0000 0000 4740 0264
- Library of Congress Control Number: n2002037650
- Nederlandse Thesaurus van Auteursnamen: 236334735
- Parlement.com: vg09lly04xxu
- Virtual International Authority File: 69851408
- WorldCat: E39PBJtcMjvM7YV3JCrWMfRtKd